# Pyrops candelaria

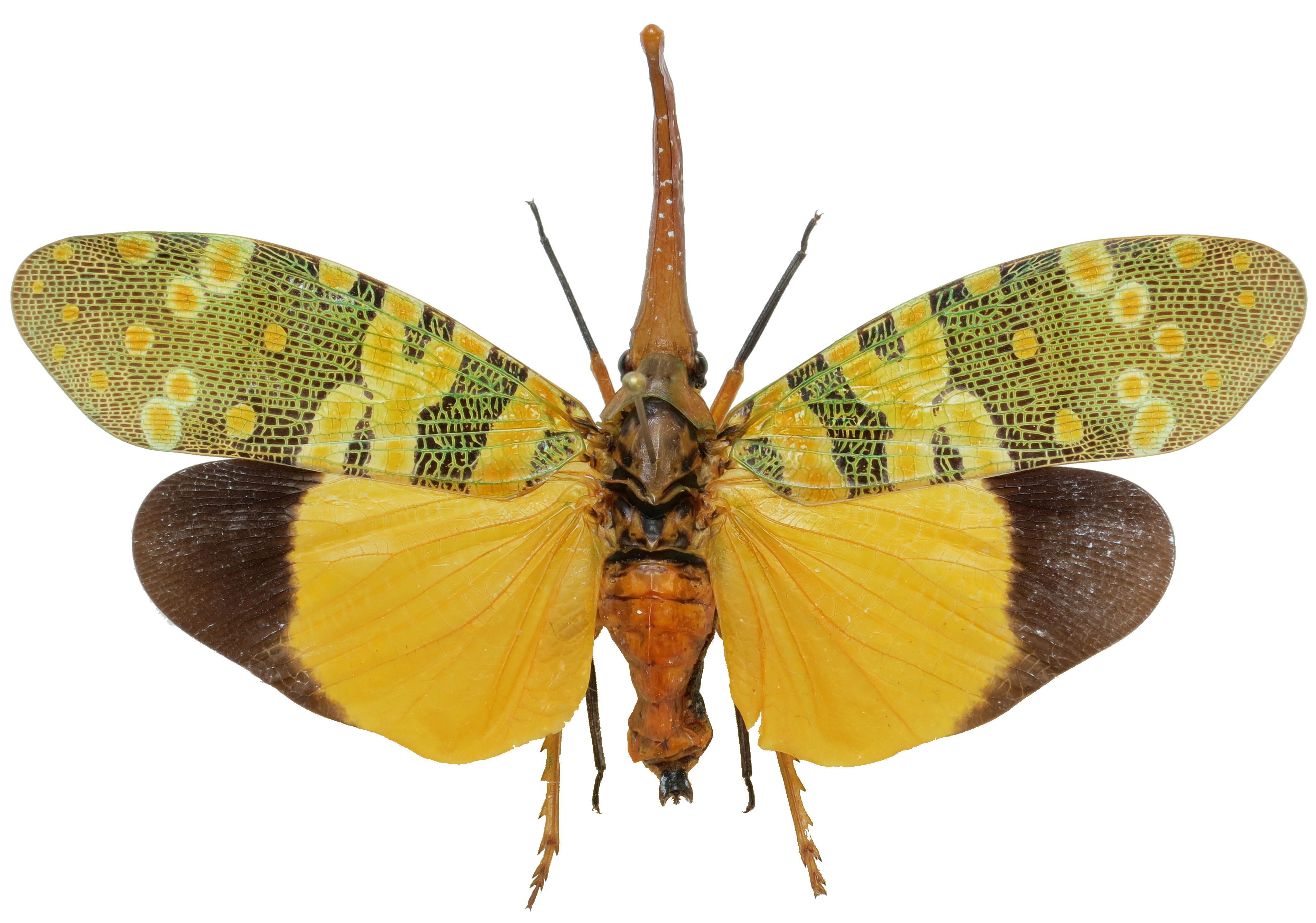
Präparat

Pyrops candelaria ist eine in Asien vorkommende Spitzkopfzikadenart (Fulgoromorpha) aus der Familie der Echten Laternenträger (Fulgoridae). Das Artepitheton basiert auf dem lateinischen Wort candela mit der Bedeutung ‚Kerze‘. Im englischen Sprachgebrauch wurde die Art ursprünglich als Candle-Fly oder Lantern-Fly (Kerzen- bzw. Laternen-Zweiflügler) bezeichnet und es wurde angenommen, die rüsselartige Erweiterung vor dem Kopf leuchtet nachts wie eine Kerze. Die Art gehört jedoch weder zur Ordnung der Zweiflügler (Diptera), noch leuchtet der Rüssel.

## Merkmale
Pyrops candelaria erreicht eine maximale Körpergröße von 75 Millimetern. Männchen sind im Durchschnitt kleiner als Weibchen. Ein Sexualdimorphismus zwischen den Geschlechtern besteht nicht. Die Grundfarbe der Vorderflügel (Tegmina) ist schwarzgrün und mit mehreren gelblichen kreisrunden oder länglichen Flecken versehen, die teilweise weiß eingefasst sind. Deutlich hebt sich ein dichtes, sehr feines, hellgrünes Adernetzwerk ab. Die Hinterflügeloberseite hat eine dottergelbe Farbe. Der Außenrand zeigt eine schwarzbraune Binde, die sich in Richtung Analwinkel verjüngt. Der Kopf besitzt vor den Augen eine langgestreckte, rot gefärbte, leicht gebogene, rüsselartige Verlängerung, die mit kleinen weißen Punkten überzogen ist.

## Vorkommen und Lebensraum
Die Art ist im Osten und Südosten Asiens weit verbreitet. Sie besiedelt bevorzugt waldreiche Gebiete.

## Lebensweise und Entwicklung
Pyrops candelaria hält sich überwiegend im Stammbereich oder in den Baumkronen von Laubbaumarten auf, wo sich die Tiere von Baumsäften ernähren. Bevorzugt werden dabei Longan- (Dimocarpus), Mango- (Mangifera) und Litschiarten (Litchi). Weibchen legen hier auch ab März ihre Eier in Ballen von 50 bis 100 Stück ab und hüllen diese zum Schutz in einer schaumartigen, erhärtenden Masse ein. Die Nymphen schlüpfen nach 26 Tagen und sind zunächst einfarbig bräunlich. Sie bewohnen den gleichen Lebensraum wie die Imagines, weisen jedoch ein breiteres Nahrungsspektrum auf. Nach durchschnittlich 109 Tagen und fünf Häutungen sind die Nymphen ausgewachsen.